# Lago Llanquihue
Lago Llanquihue (Nederlands: Llanquihuemeer) is het op een na grootste meer van Chili met een oppervlakte van 860 km² en een maximale diepte van 317 m. Het meer is gelegen in het zuiden van het land, in de regio Los Lagos. In de oostelijke nabijheid van het meer ligt de Osorno-vulkaan waarvan de regelmatige kegel met sneeuw is bedekt.
Een aantal dorpen ondergaan een toeristische ontwikkeling door hun ligging aan het meer. Het gaat om dorpen zoals Puerto Varas, Frutillar, Puerto Octay en Llanquihue en badplaatsen zoals Las Cascadas of Ensenada. 